# Armand Apol
 (juin 2014).
Si vous disposez d'ouvrages ou d'articles de référence ou si vous connaissez des sites web de qualité traitant du thème abordé ici, merci de compléter l'article en donnant les références utiles à sa vérifiabilité et en les liant à la section « Notes et références ».
Pour les articles homonymes, voir Apol.
Armand Marie Adrien Apol (Bruxelles, 1879-1950) est un peintre et graveur de nationalité belge.
Auteur de paysages et de marines. Il était particulièrement connu pour ses scènes de rivière et de canaux.

## Biographie
Élève de l'Académie royale des beaux-arts de Bruxelles (1891-1901) chez Constant Montald.
À partir de 1901, participe aux manifestations du groupe Le Sillon à Bruxelles.
Séjourne en Suisse.
Se spécialise en tant qu'aquafortiste dans la transposition par la gravure de toiles d'autres artistes.
Sa peinture se caractérise par une tendance à la figuration, évoluant vers le luminisme, fort influencé par le fauvisme.

## Œuvres

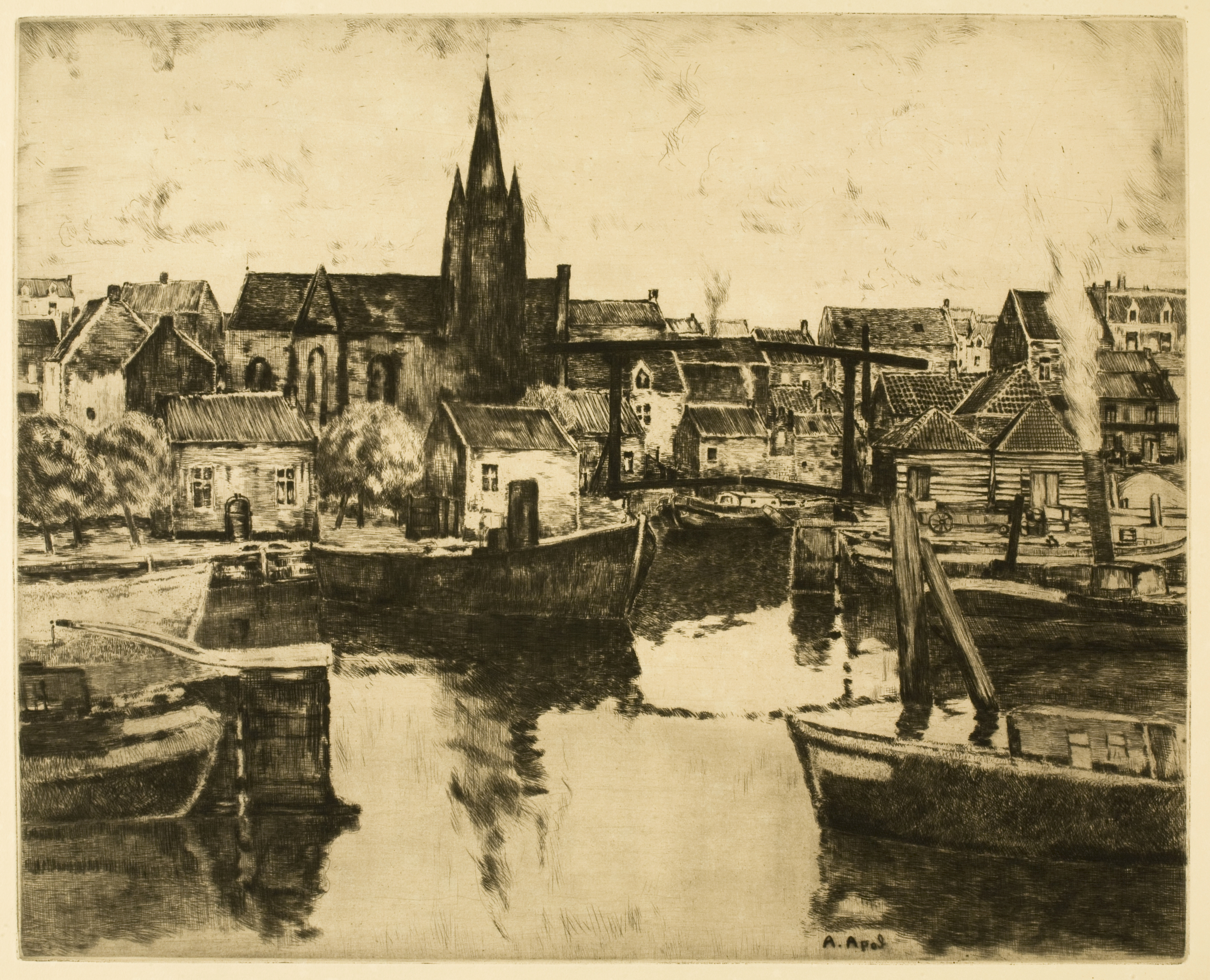
Kleine haven in Nederland, gravure, collection Musée des Beaux-Arts de Gand

- Kasteel van Gaasbeek, image imprimée (1939)
- Vue sur le vieux port (Marseille), tableau
- Étang à Clair marais, tableau
- Vue générale de Bruxelles, image imprimée
- La Mare aux anguilles, tableau
- La Sortie du village, tableau
- La Mare, tableau
- Nodebais, tableau

## Distinction
- Chevalier de l'ordre de Léopold (26 juillet 1930)[2].